# Doorpersing
Doorpersing is een sleufloze techniek om leidingen horizontaal onder de grond te leggen, bijvoorbeeld onder een weg, spoorweg of waterweg. Hierbij worden eerst twee putten gegraven, een persput en een ontvangstput. De leiding wordt dan van de persput naar de ontvangstput geperst met hydraulische of pneumatische kracht.

## Hydraulisch doorpersen
Hydraulische doorpersing kan worden toegepast tot een diameter van ongeveer 3,5 meter. Het gebeurt door met behulp van een hydraulische vijzel een buis de grond in te drukken. De perskracht wordt overgebracht op de buis door een drukverdeelstuk. Als de vijzel de maximale slag bereikt heeft wordt ze ingetrokken en wordt het vrijgekomen stuk opgevuld met een drukstang. Als er voldoende ruimte is om een nieuwe buis te plaatsen wordt de drukstang vervangen door een buis. Achter de persput dient zich een grondmassief te bevinden dat de krachten die door de vijzels worden uitgeoefend kan opvangen. Om het doorpersen goed te laten verlopen zit er aan de voorzijde van de buis een snijring of een boorfront. Tevens wordt ter plaatse van het boorschild de grond weggegraven.
Het boorschild heeft een iets grotere diameter dan de buis of leiding die erachter zit. Er wordt een smeermiddel in de vorm van bentoniet geïnjecteerd om de wrijving tussen de buis en de omliggende grond te verminderen. Een hydraulische doorpersing kan ingedeeld worden naar de werking van het boorfront.

### Open boorfront
Bij een open boorfront zijn er geen voorzieningen getroffen om het grondwater en de grond te beheersen ter plaatse van het boorfront. In de meeste gevallen wordt een boorfront toegepast dat alleen bestaat uit een verdikte snijring die vooraan de buis bevestigd is. Het afgraven van de grond binnen de snijkop wordt meestal uitgevoerd met behulp van een avegaar. De avegaar wordt aangedreven door een motor in de persput. Een punt van aandacht hierbij is de plaats van de avegaar in de snijkop. Wordt de avegaar te ver door de snijkop het geplaatst wordt de grond buiten de buis verstoord en kan er verzakking optreden. Zit de avegaar niet ver genoeg in de snijkop kan er ophoping van grond voor het front optreden, waardoor er bodemrijzing voor de boorkop optreedt. 
Bij buisleidingen die toegankelijk zijn kan de grond ook met een graafmachine of met de hand weggegraven worden. Als het een doorpersing met een buis met een grote diameter betreft wordt het front meestal onderverdeeld in vakken ter voorkomen van het afkalven van het boorfront. In principe is een doorpersing met een snijrad en een avegaar niet bestuurbaar. Indien er echter achter het boorfront een aantal stuurvijzels geplaatst worden is een beperkte bijsturing mogelijk en kan er dus enigszins van een rechte lijn afgeweken worden. De lengte van de doorpersing wordt bepaald door de reactiekracht die geleverd kan worden door de vijzels. Hierbij moet er wel mee rekening gehouden worden dat er ook andere onderdelen zijn die kunnen bezwijken zoals het grondlichaam, de damwand en buis. Normaliter ligt bij een doorpersing met open front de maximale lengte op ongeveer 100 meter. Er is een grote diversiteit aan buismaterialen mogelijk, zoals beton, staal en kunststof met glasvezel versterkt.

### Gesloten boorfront
De gesloten fronttechniek maakt gebruik van een echt boorschild, waardoor het boorschild afgesloten is van de door te persen buis. De wijze van afsluiting hangt af van het soort boorschild en de afvoerwijze van de grond. Door de scheiding van boorfront en buis is doorpersen beneden het grondwaterniveau mogelijk.
Het boorschild bestaat uit een stalen mantel die uit 2 delen opgebouwd is. De 2 delen worden met elkaar verbonden door middel van een flexibele rubberring. Het boorschild is bestuurbaar door middel van vijzels die tussen de 2 delen geplaatst zijn. Een onderverdeling tussen de verschillende boorfronten kan gemaakt worden op grond van de wijze waarop het boorfront ondersteund wordt.
- Mechanisch gesteund graaffront: Het graaffront wordt ondersteund door het snijrad, dat zich over de gehele oppervlakte van het front bevindt. Door een aantal openingen in het snijrad kan de grond afgevoerd worden. Tevens kan door de grootte van de gaten de veranderen de hoeveelheid afgevoerde grond gereguleerd worden. In de boorkamer (achter het snijrad) wordt de grond gemengd met water en kan het verpompt worden. Deze methode kan ook in combinatie met andere methoden gebruikt worden.
- Front-evenwicht’methode’: In het boorschild zit een afsluitbaar schot. Hierdoor ontstaat tussen het graaffront en het schot een kamer. In deze kamer dient een zodanige druk te heersen dat er evenwicht ontstaat tussen de druk aan de grondzijde en de druk aan de buiszijde. Hiervoor kan een vloeistofschild en een gronddrukbalansschild gebruikt worden.
  - Een vloeistofschild: Bij deze techniek wordt een steunvloeistof gebruikt om de stabiliteit van het boorfront te behouden. De vloeistofdruk is afhankelijk van de diepte en de samenstelling van de grond. De grond wordt met een snijrad weggegraven en vermengt zich met de vloeistof van het schild zodat het verpompt kan worden.
  - Gronddrukbalansschild: Bij een gronddrukbalansschild wordt de afgegraven grond gekneed tot een plastisch geheel. Dit geheel wordt gebruikt als steun voor het boorfront. Men kan het front onder de juiste druk houden door de voortgang te koppelen aan de afvoer van de plastische grond.

Een vloeistofschild wordt toegepast vanaf 300 mm terwijl de andere methoden gebruikt worden vanaf 900 mm doorsnede. De lengte van de doorpersingen zijn gelimiteerd tot 1000 meter vanwege logistieke problemen. Doordat de doorpersingen over grote lengten plaatsvinden is het van groot belang de wrijving tussen de buis en de omliggende grond te minimaliseren. Hiertoe wordt evenals bij de doorpersingen met open boorfront een bentonietmengsel geïnjecteerd in de ruimte tussen de buis en de grond, die ontstaat door het verschil in diameter tussen het boorschild en de buis.

### Voor- en nadelen
In het algemeen gezien is een groot voordeel dat er weinig overlast voor de omgeving is, omdat het hier een zogenaamde sleufloze techniek betreft. Tevens kan de verstoring van de ondergrond tot een minimum beperkt worden indien er een goede beheersing van het proces gerealiseerd kan worden. Een nadeel is dat er 2 bouwkuipen nodig zijn om de doorpersing uit te voeren en de uitvoeringsduur is relatief lang. Als er gebruikgemaakt wordt van de open fronttechniek is een bemaling vaak noodzakelijk ter plaatse van het tracé. Met de gesloten fronttechniek kan wel onder de grondwaterstand gewerkt worden, omdat de boorkamer daar een afgesloten systeem vormt.

## Pneumatisch doorpersen

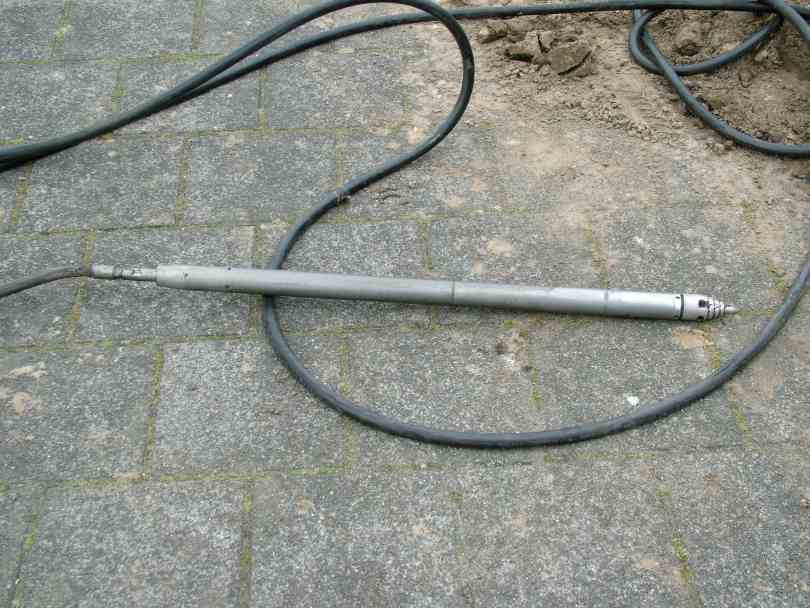
pneumatische doorpersing

Pneumatisch doorpersen wordt uitgevoerd met behulp van een zogenaamde bodempersluchtraket, die ook wel een raketboor, bodemraket of grondraket genoemd wordt. Deze raket heeft een beweegbare zuiger in een stalen cilinder. De zuiger slaat onder invloed van de luchtdruk tegen een aambeeld voor in de cilinder waardoor er een stootkracht ontwikkeld wordt. Door deze stootkracht perst de raket zich als het ware een stukje de grond in. Hierna wordt de zuiger een stukje naar achter bewogen. De raket kan echter geen achterwaartse beweging maken door de wrijving die de raket en de leiding met de grond hebben.
Doordat de raket zichzelf de grond in drukt gaat hij min of meer rechtuit de grond in. Het is dan ook niet mogelijke een pneumatische doorpersing te sturen. 
Er bestaan twee methoden voor pneumatisch doorpersen:
- Impact-ramming: Bij impact ramming, ook wel ramtechniek, bevindt de raket zich achter de leiding, wat inhoudt dat de raket de leiding voor zich uit de grond in duwt. Er wordt ook nog onderscheid gemaakt in een open leiding en een gesloten leiding. Bij een open leiding gaat het doorpersen gemakkelijker, maar moet nadien wel de grond uit de leiding gehaald worden. Als er gebruikgemaakt wordt van een open buis is de diameter maximaal 800mm, terwijl bij een gesloten buis de diameter beperkt is tot 150 mm. Een doorpersing met de ramtechniek, of impact ramming, heeft een maximale lengte van 80 meter. De boring is echter niet erg nauwkeurig en veroorzaakt bodemschokken.
- Impact-moling: Bij impact-moling is de raket voor de leiding geplaatst. De leiding wordt dus achter de raket aangetrokken. De leiding wordt alleen aan de raket vastgemaakt (door middel van staaldraden) als het een trekvast materiaal betreft. Is dit niet het geval dat worden de leidingen aangeduwd achter de raket aan. Het boorgat komt altijd tot stand door grondverdringing. Er zijn dus alleen maar kleine diameters (tot 210mm) mogelijk en de lengte is gelimiteerd tot 25 meter.

### Voor- en nadelen
Pneumatisch doorpersen wordt vaak gebruikt voor een doorpersing onder een weg omdat het weinig overlast voor de omgeving geeft. Een ander voordeel is dat het in vergelijking met hydraulisch doorpersen goedkoop is. Er kan echter alleen een recht boortracé toegepast worden en de diameter, afhankelijk van de toegepaste methode, is beperkt. Een nadeel in drukbevolkte gebieden kan zijn dat er door de slagbewegingen van de raket trillingen in de ondergrond ontstaan.